# Blaster Master
Blaster Master (超惑星戦記メタファイト?, Chô Wakusei Senki Metafight), anche noto come Metafight o Meta Fight, è un videogioco a piattaforme sviluppato nel 1988 da Sunsoft.

## Trama
Nella versione internazionale il protagonista, Jason Frudnick, si trova a controllare un carro armato dopo aver inseguito la sua rana. Nella versione giapponese il pilota del Metal Attacker è Kane Gardner che vuole impedire l'invasione del pianeta Sophia III da parte di Goez.

## Modalità di gioco
Il videogioco presenta due modalità di gioco. Il protagonista e pilota del carro armato ha punti ferita separati dal veicolo.

## Sequel e remake
Durante il Consumer Electronics Show del 1992 viene annunciata la prossima pubblicazione per NES del primo sequel di Blaster Master. Tuttavia Blaster Master 2 verrà distribuito nel 1993 per Sega Genesis solamente nel mercato americano. Altri titoli verranno creati per Game Boy (Blaster Master Boy), per Game Boy Color (Blaster Master: Enemy Below, noto come Metafight EX) e per PlayStation (Blaster Master: Blasting Again).
Nel 2010 un remake del titolo viene distribuito su WiiWare con il nome di Blaster Master: Overdrive. Nello stesso anno la Sunsoft organizza un pesce d'aprile annunciando un sequel per Wii del titolo originale denominato Blaster Master: Destination Fred distribuito per Wii tramite Virtual Console.
Nel 2017 il videogioco ha ricevuto un remake per Nintendo 3DS e Nintendo Switch dal titolo Blaster Master Zero. Il gioco ha ricevuto due seguiti: Blaster Master Zero 2 (2019) e Blaster Master Zero 3 (2021).